# Ismar Littmann
Ismar Littmann (ur. 2 lipca 1878 w Strzelcach Opolskich, zm. 23 września 1934 we Wrocławiu) – niemiecki prawnik pochodzenia żydowskiego; kolekcjoner sztuki, posiadacz kolekcji ponad 6000 obrazów i grafik.

## Życiorys
Urodził się w rodzinie przedsiębiorcy Adolfa Littmanna i jego żony Charlotty z domu Eisner. Studiował prawo początkowo na uniwersytecie we Wrocławiu, a następnie w Berlinie, w 1901 na Uniwersytecie w Rostocku uzyskał tytuł doktora nauk prawnych. W 1906 osiedlił się we Wrocławiu i został aplikantem w sądzie rejonowym, rok później poślubił Käthe Fränkel oraz rozpoczął własną praktykę prawniczą.
Littmann interesował się sztuką, a zwłaszcza z pracami tworzonymi przez studentów wrocławskiej Akademii Sztuk Pięknych. Pod koniec 1910 rozpoczął zbieranie akwareli, rysunków i grafik tworzonych na papierze, kolekcja zwiększała się wraz ze wzrostem majątku kolekcjonera. W 1921 Littmann uzyskał prawo do wykonywania zawodu notariusza, założył wówczas razem z Maxem Loewe kancelarię prawniczo-notarialną. Od tego czasu do jego kolekcji trafiały prace, których autorami byli m.in. Max Pechstein, Erich Heckel, Max Liebermann, Käthe Kollwitz, Lucien Adrion, Otto Mueller, George Grosz, Emil Nolde, Oskar Kokoschka, Heinrich Tischler oraz Isidor Ascheim. Do wybuchu wielkiego kryzysu w 1929 udało mu się zebrać ponad 6000 obrazów i grafik. W marcu 1932 za pośrednictwem salonu sztuki Paula Graupego w Berlinie sprzedał ok. 200 prac na papierze.
W 1933 Littmanna dotknęły prześladowania nazistów stosowane wobec ludności żydowskiej, 7 kwietnia 1933 wprowadzono w życie przepis zabraniający Żydom wykonywania zawodów związanych z prawem i wymiarem sprawiedliwości. Do 1 czerwca 1933 wykonywał prace związane z notariatem, a następnie został zmuszony do zaprzestania praktyki zawodowej ponieważ jego klienci zbojkotowali działalność prowadzonej przez niego kancelarii. Gwałtowne załamanie sytuacji zawodowej, marginalizacja społeczna i utrata źródeł dochodu doprowadziły Ismara Littmanna do głębokiej depresji, w wyniku której 23 września 1934 popełnił samobójstwo. Jego żona i czwórka dzieci w 1935 opuścili Wrocław i udali się do Palestyny i Stanów Zjednoczonych.